# 尼布楚條約
《尼布楚條約》（穆麟德轉寫：nibcu -i boji bithe），俄方称《涅尔琴斯克条约》（拉丁語：Pactum Nertschiae），是清朝和俄罗斯沙皇国于1689年签订的第一份边界條約，也是中國歷史上首次在國際法的精神下簽訂的條約。簽訂條約的結果使雙方分據廣大土地，並一度阻挡俄国的東擴。
《尼布楚條約》是最早明確使用「中國」（拉丁語： 「中華帝國」意，滿語：ᡩᡠᠯᡳᠮᠪᠠᡳ
ᡤᡠᡵᡠᠨ Dulimbai gurun，俄语：）一詞指代清朝的條約，國體意義上的「中國」首次正式出現於具有現代外交條約文件上。條約中的「中國」指包含滿洲地區和內蒙古在內的整個大清帝国。在尼布楚談判中，國際法的一些原則得到某種程度的尊重和應用，對此有研究認為，《尼布楚條約》的談判是國際法首次輸入到中國，但是此條約是否依照國際法原則，在學界尚有爭議。
該条约的权威版本为拉丁文本，另有俄文和满文译本，但这些版本有较大差别。两个世纪以来未有正式的汉文文本，但界碑上同时以汉文、满文、俄文和拉丁文标识。
1858年至1860年，俄羅斯帝國通過外交威脅及軍隊部署，迫使清政府簽訂新條約取代此約，中國認為是有史以來最不平等的條約（即1858年取而代之的《璦琿條約》和《中俄北京条约》），將該條約原規定屬於清朝的约100萬平方公里領土轉交俄羅斯帝國。

## 背景
由沙皇伊凡雷帝年代開始，俄國加速對西伯利亚和远东地區的殖民征服。1636年俄国人到达鄂霍次克海，拓殖範圍擴張到將近整個西伯利亞地區。
当俄国殖民範圍接近中国時雙方開始產生軍事接觸。1652年（顺治九年）俄國人东入黑龙江，“驻防宁古塔（今黑龙江省海林县）章京海色率所部击之，战於乌扎拉村”。这是中俄之间第一场战斗。1657年沙俄派正规军在尼布楚河与石勒喀河合流处建立了雅克萨城与尼布楚城。之后中俄之间发生多次外交和军事上的冲突。1685年康熙帝於平定三藩之乱後派将军彭春於5月22日从瑷珲起兵5,000人，5月25日攻入雅克萨，雅克薩督軍托爾布津在受降儀式上發誓不再返回雅克薩，在清军撤军後背棄誓言卷土重来，1686年清军再攻雅克萨并围城10個月。1689年9月7日（康熙二十八年七月二十四日）《尼布楚条约》正式签字，中俄雙方達成和議，俄軍撤出雅克薩，拆毀雅克薩城。

## 簽定條約

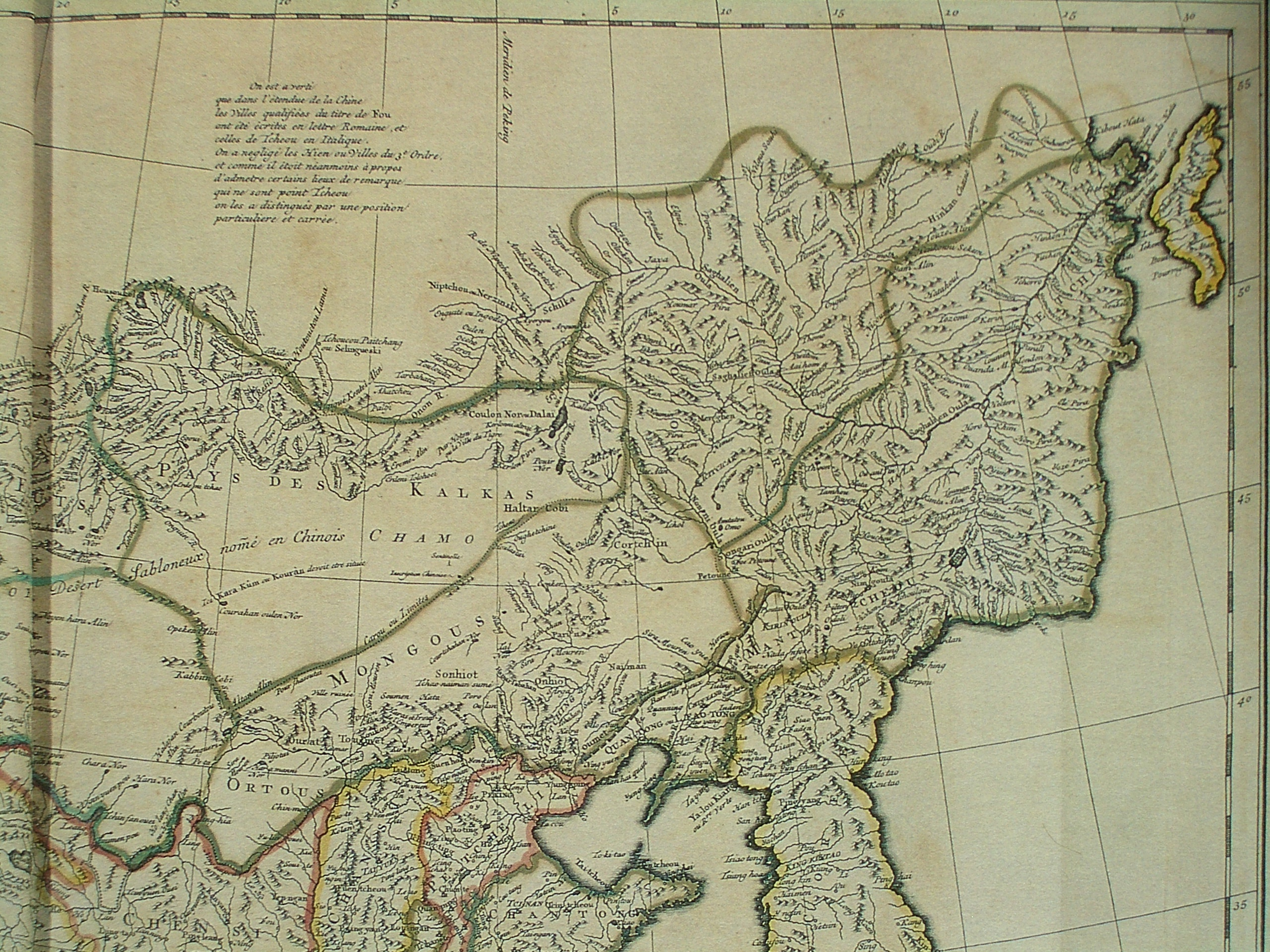
1734年d'Anville出版的大清帝国地圖，此地圖基於Jesuits1700年的實地考察繪制，边界在尼布楚（位于俄方边界内）附近

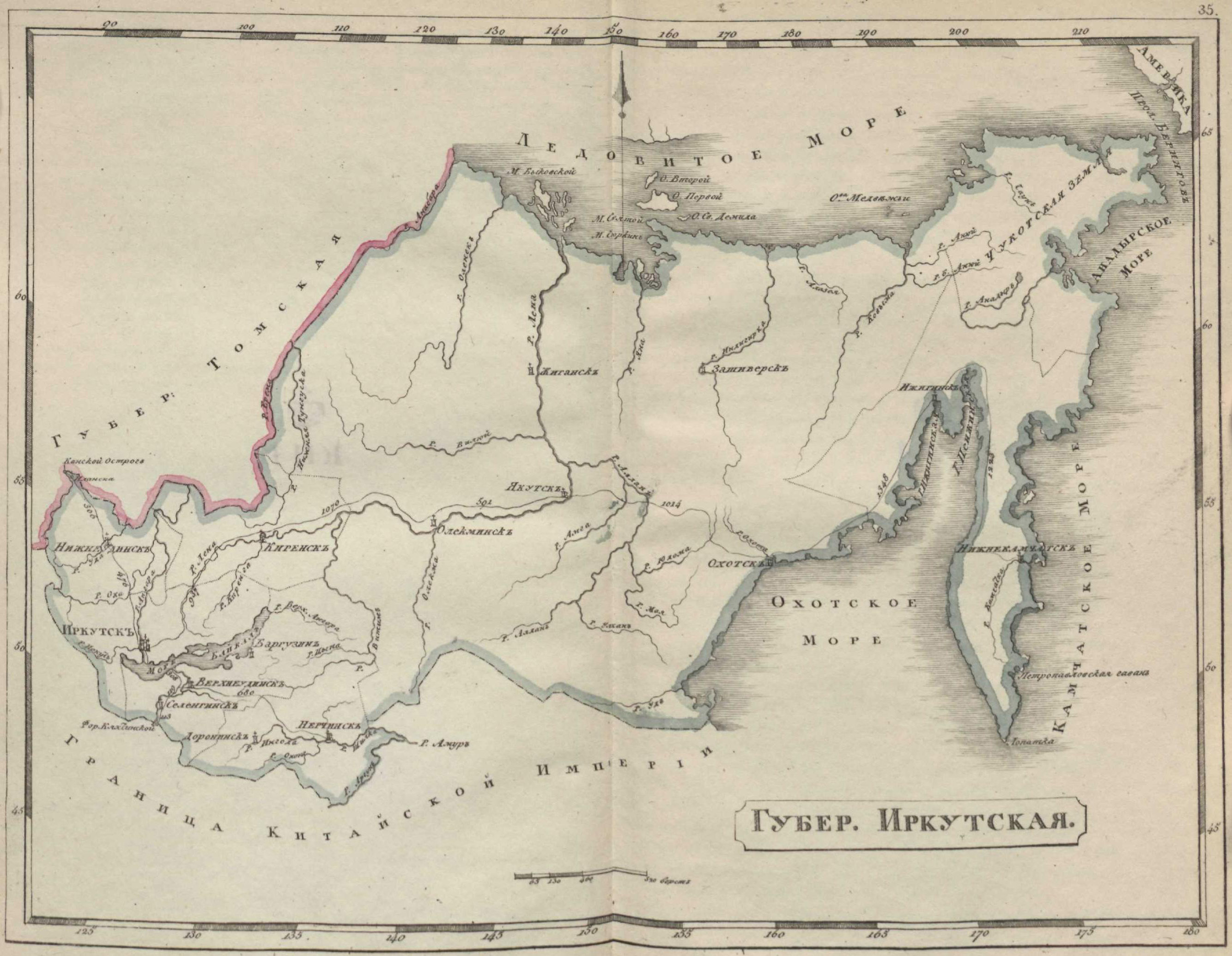
1808年俄罗斯帝国在西伯利亚的南部边界

雙方在雅克薩地區爆發雅克萨战役後于1689年9月7日（康熙二十八年七月二十四日），俄国全权代表陆军大将费奥多尔·戈洛温伯爵和清政府全权代表领侍卫内大臣索额图、国舅佟国纲在尼布楚（现俄罗斯涅尔琴斯克）签定边界条约。談判期間，喀爾喀蒙古人在尼布楚附近掀起聲勢浩大的反俄運動，加之代表清政府與會的耶穌會教士們積極與俄代表爭辯，俄方接受由清方提出、俄國必須退出雅克薩的劃界方案。

### 參與者
- 俄国代表费奥多尔·戈洛温伯爵，波兰人翻译安傑伊·別沃博茨基（Andrzej Biełobocki）等。
- 清方代表索额图、佟国纲、马齐、马喇、张鹏翮、陈世安以及耶稣会的神父徐日升和张诚等。

### 條約内容
1. 从黑龙江支流格尔必齐河到外兴安岭直到海，岭南属于中國，岭北属于俄罗斯；惟烏第河以南至興安嶺以北之地域，屬權劃分日後再行定議。
2. 西以额尔古纳河为界，南属中國，北属俄国，额尔古纳河南岸之黑里勒克河口诸房舍，应悉迁移于北岸。
3. 雅克萨地方属于中國，拆毁雅克萨城，俄人迁回俄境。两国猎户人等不得擅自越境，否则捕拿问罪。十数人以上集体越境须报闻两国皇帝，依罪处以死刑。
4. 此约订定以前所有一切事情，永作罢论。自两国永好已定之日起，嗣后有逃亡者，各不收纳，并应械系遣还。
5. 双方在对方国家的侨民“悉听如旧”。
6. 两国人持有往来文票（护照）者，允许其边境贸易；
7. 和好已定，两国永敦睦谊，自来边境一切争执永予废除，倘各严守约章，争端无自而起。

## 意義
該條約令俄國在百多年內失去了争夺黑龙江中下游广大地区（主要是外東北）的机会，但與清朝建立了貿易關係。條約以外興安嶺和額爾古納河為界劃分两国边界，但沒有確定外興安嶺和烏第河之間地區的歸屬。

### 最早的國際法條約之一
中俄谈判双方的人员组成具有國際性，俄方有俄罗斯人、哥萨克人、蒙古人和波兰人，中方则有满人、蒙古人、汉人及欧洲传教士，從世界史角度看，《尼布楚條約》算是最早的具有現代條約水準的條約之一，條約文本經由耶穌會士傳到歐洲。中俄兩方的談判過程頗為艱鉅，雙方時常強硬，也都有妥協，但所依據的談判精神，是當時在歐洲才出現不久的國際法原則，而兩名耶穌會士對此起予關鍵作用。

### 對“中國”一詞的重塑

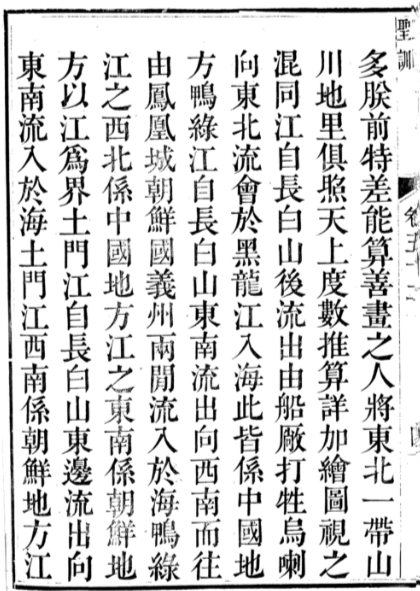
清朝康熙帝為測繪東北地區，特詳諭大學士哪些屬於「中國地方」，以及以甚麼為界線

「中國」一詞古已有之，該詞在文獻上最早起源於西周武王時期，或指一國的都城京師，或指處於一國中土的位置，也可泛指整個西周王朝統治的疆域而衍生華夷之別。以後因年代久遠，記載互異，含義演變更大。從中國歷史文獻中，「中國」這一稱謂大抵可以分辨出多種不同的含意，可指京師、帝王都城之地、代表中原文化的諸夏（周代王室所分封的諸國）列国全境的称呼、如春秋齊、宋地。以上「中國」詞義，基本上指地理、政治和文化意義。汉代起则将天子统治地区皆称为“中国”，所以自汉代开始，人们常常把正統下建立中原王朝称为“中国”。在華夷觀念下，「中國」一词并不具体指代任何国家，而是一种尊号，如明朝萬曆年間遣使給日本豐臣秀吉正式詔書上的「中國」一詞：「當茲盛際，咨爾豐臣平秀吉，崛起海邦，知尊中國」；但也不是絕對，如宋代胡寅的上書：「自古中国盛强， 如漢武帝、唐太宗，其得志四夷」即指代国家。此外，又有強調政權繼承的含義，如三國時繼承正統的魏，以及明太祖賜日本國書中有：「朕本中國之舊家，恥前王辱」。但也有異地外族相對辨認之用，如描述安息人為：「其俗人長大平正，似中國人而胡服」，描述新羅人為：「其言語名物，有似中國人」。現代國體意義上的「中國」，直至1689年9月7日《中俄尼布楚界約》簽訂後才首次正式出現在國際法條約文件上。
《尼布楚條約》以拉丁文、滿文和俄文為正式文本，當中拉丁文是基準，稱國名為 。滿文本中沒有使用大清國（ᡩᠠᡳᠴᡳᠩ
ᡤᡠᡵᡠᠨ Daicing gurun）一詞，而是使用漢語「中央之國」的直譯（ᡩᡠᠯᡳᠮᠪᠠᡳ
ᡤᡠᡵᡠᠨ Dulimbai gurun）。條約（拉丁和滿文本）中還規定要使用拉丁文、俄文和「中文」（Dulimbai gurun i bithe）鐫刻界碑，翌年碑成，一面是拉丁文和俄文，另一面則有滿、漢、蒙三種文字。另外，清方所指的「中文」不是單一文字，而是包括了漢、滿、蒙三語的複數中文（ᡩᡠᠯᡳᠮᠪᠠᡳ
ᡤᡠᡵᡠᠨ ᡳ
ᠪᡳᡨᡥᡝ Dulimbai gurun-i bithe，「中國的語言」意）。
《尼布楚條約》是中國第一次與歐洲國家按照國際法原則、以對等方式談判達成的平等條約，該條約也被指是最早明確使用「中國」一詞來指代清朝的國際法文件。條約中的「中國」指東三省（中國東北地區）和蒙古地區（此時清朝版圖尚不包括外蒙古，在條約簽訂後的1691年多倫會盟，喀爾喀才臣服清朝）在內的整個清帝國。
美國新清史學派學者、哈佛大學漢學家及亞洲歷史教授歐立德（Mark C. Elliott）表示，正是清朝將「中國」的定義從「中原地區」轉變成「國家主權」的概念，康雍乾之後的中國，是被清朝皇帝、滿人、漢人等其他族群共同認同並加以再造過的中國。

## 後續發展
1693年俄国派使节赴北京觐见要求通商，由于其使节行三跪九叩禮，康熙帝特准俄国在北京建俄馆，每3年可以派200人商队入京逗留80天，其他国家不得享受此待遇。1858年的《璦琿條約》和1860年的《北京條約》重新划分了大部分东部边界，加上《尼布楚條約》原先划定的以额尔古纳河为界的部分，確立了俄國和中国的現代疆界。

## 评价
中国称該条约为“清朝做了讓步的平等条约”，俄罗斯（包括苏联时期）则認為是不平等条约，声称俄罗斯帝国在《瑷珲条约》中收复了在《尼布楚条约》中被中国人强占的失地。

### 中方评价
闻一多在他的《七子之歌》中認為《尼布楚条约》是个不平等条约：“……吾国自《尼布楚条约》迄旅大之租让，先后丧失之土地，失养于祖国，受虐于异类，臆其悲哀之情，盖有甚于《邶风》之七子……”。
1930年北平文化学社印行的《中国国耻地理》一书中也曾认为尼布楚条约为不平等条约。中俄《尼布楚条约》承认黑龙江和乌苏里江流域包括库页岛在内的广大地区是中国领土，遏止了俄国继续向南扩张。清政府获得雅克萨之战胜利后，为了和平发展虽做出了一些让步，但该条约更主要是维护了中国领土主权完整。俄方通常认为尼布楚条约不利于俄国，对俄而言是不平等条约，而认为后来的《瑷珲条约》和《北京条约》是对俄真正平等的条约。
清史专家戴逸说：“《尼布楚条约》保障了中国东北边境一百多年的安定和平，为清王朝后来平定西北、西南地区的叛乱提供了稳定富饶的大后方，对于清朝的发展和繁荣、康乾盛世局面的出现，具有非常关键的作用和非常重要的历史意义。”
复旦大学历史地理研究所教授侯杨方指出，當時在尼布楚地區遊牧的是蒙古布里亞特部落，他們在當時並不屬於清朝，清朝也從未對當地實行過有效統治，否定了「清朝割讓了領土給俄羅斯」的說法。他亦指出，條約簽訂時，喀爾喀蒙古也不屬於清朝。
刘远图在《早期中俄东段边界研究》中认为，《尼布楚条约》规定的待议地区并非当前通常认为的一小块，而是勒拿河以东直到白令海峡，外兴安岭以北直到北冰洋的广大区域，认为当前一般认为的「待议地区」实际上是俄方在玩弄文字游戏，并指出在条约签订后的康熙二十九年（1690年），清朝组织大规模巡边，直到勒拿河沿岸的雅库茨克，与俄方会见并警告其勿在待议地区滋生事端。

### 俄方評價
俄方認為俄國以失去大片領土的代價與清代中國達成了和解，由於簽署了《尼布楚條約》，導致從來不屬於中國的阿穆爾河上游左岸和額爾古納河右岸大片俄羅斯的土地被劃歸中國。俄羅斯遠東考察家涅維爾斯科伊認為，被迫簽署《尼布楚條約》，對俄國人而言是「悲慘的結局」。

### 其他评价
美国历史学家斯塔夫里阿诺斯在《全球通史》中说，“（《尼布楚条约》）是中国与欧洲一大国签订的第一份条约；由于中国代表团有耶稣会傳教士任翻译人员，条约用拉丁语拟定。边界确立在沿阿穆尔河以北的外兴安岭一线上，所以，俄罗斯人不得不完全地从有争议的流域地区撤走”，“以后170年中，俄罗斯人一直遵守条约规定，停留在阿穆尔河流域以外的地区。”

### 引用
1. ↑  王曾才. . 五南圖書. 1997: 126. ISBN 9789571113937.
2. ↑  Martinio Maritini〈中華帝國新圖〉. 國立臺灣歷史博物館.
3. 1 2  吳志良〈十六世紀葡萄牙的中國觀〉，《澳門研究》，第4期，1996年，第24-42頁
4. ↑  李红云. . 《北大国际法与比较法评论》. 2004, 3 (4): 183.
5. ↑  儒家文明与中韩传统关系 （页面存档备份，存于），第279頁，山东大学出版社，2008
6. ↑  清华法治论衡 （页面存档备份，存于），第334頁，清华大学出版社有限公司，2009
7. ↑  新編中國法 （页面存档备份，存于），第560頁，朱國斌, 林來梵, 徐孟洲，City University of HK Press，2007-07-01
8. ↑    - On the difference between version of the treaty, see V. S. Frank, "The Territorial Terms of the Sino-Russian Treaty of Nerchinsk, 1689", The Pacific Historical Review 16, No. 3 (August 1947), 265–170. For the original texts of the treaties, see Michael Weiers ed., Die Verträge zwischen Russland und China, 1689-1881 (Bonn: Wehling, 1979).
9. ↑  Journal of the Royal Central Asian Society, 281.
10. ↑  PALMER, JAMES. . 紐約時報中文. 2016-04-19  [2022-08-28]. （原始内容存档于2016-04-19）.
11. ↑  何, 桂春.  (PDF) 《 福建师范大学学报 》哲学社会科学版.   [2022-08-28]. （原始内容 (PDF)存档于2022-08-28） –Globethics.
12. 1 2 3  宋念申《清俄碰撞：欧亚相遇中重塑“中国”》 （页面存档备份，存于），澎湃研究所 （页面存档备份，存于），2015-12-09
13. ↑  《漢書·溝洫志》：「中國川原以百數，莫著於四瀆，而河為宗。」
14. ↑  《宋史卷四百三十五列傳第一百九十四儒林五》
15. ↑  《史記卷一百二十三/大宛列傳第六十三》：從安息繞海北陸到其國，人民相屬，十里一亭，三十里一置。無盜賊。其俗人長大平正，似中國人而胡服，自雲本中國一別也，常欲通使於中國，而安息圖其利，不能得過。
16. ↑  《北史/列傳/卷九十四列傳第八十二/新羅》：「新羅者，其先本辰韓種也。地在高麗東南，居漢時樂浪地。辰韓亦曰秦韓。相傳言秦世亡人避役來適，馬韓割其東界居之，以秦人，故名之曰秦韓。其言語名物，有似中國人」
17. ↑    - Zhao, Gang.  32 (Number 1). Sage Publications. January 2006  [23 May 2014]. JSTOR 20062627. doi:10.1177/0097700405282349. （原始内容存档 (PDF)于25 March 2014）.
18. ↑  繆昌武《大清國籍條例》與近代“中國”觀念的重塑 的存檔，存档日期2017-01-11. 《南京社會科學》，2012年第4期
19. ↑  Mark C. Elliott, "The Limits of Tartary: Manchuria in Imperial and National Geographies", The Journal of Asian Studies, Vol. 59, No. 3 (Aug., 2000), p. 638.
20. ↑  中央研究院「明清研究推動委員會」（The Committee for Promotion of Ming-Qing Studies, Academia Sinica），歐立德教授演講「A Reflection and Response to the New Qing History（歷史學與政治話語：關於新清史的反省與回應）」紀要
21. ↑  《关于中苏边界问题》，中文版第75-83页，113-114页。
22. ↑  第154页：额尔古纳河以西以及乌得河流域 康熙二十八年70方里系尼布楚条约所失地。
23. ↑  侯杨方《盛世启示录》，中國方正出版社，2011年，第180頁
24. ↑  刘, 远图. . 北京: 中国社会科学出版社. 1993. ISBN 7-5004-1068-9. OCLC 30517597.
25. ↑  普罗霍罗夫《关于苏中边界问题》，商务印书馆，1977年，第76-77頁